# الهبارية (العراق)
الهبارية هي قرية تقع غرب العراق ضمن منطقة الانبار بين مدينة النخيب ومنطقة 160 كم، سكانها عشيرة العمارات من عنزة، وفيها مضيف الشيخ وائل بن متعب محروت الهذال.
الهبارية أرض صالحة للزراعة بسبب خصوبة أرضها واستمرار هطول الأمطار الديمية عليها وهي أمطار غزيرة تنحدر في الأودية كالأنهار الجارية قد يبلغ ارتفاع أوديتها متراً.
في 30 كانون الثاني عام 2015 قُتلَ الشيخ أورنس بن متعب الهذال، عضو مجلس النواب العراقي، وهو أحد أنجال شيخ مشائخ قبيلة عنزة، وقد لقي الفقيد مصرعه في تفجير أليم في مضيف الهذال في قرية الهَبّارية.